# Ardisia faberi
Ardisia faberi Hemsl. – gatunek roślin z rodziny pierwiosnkowatych (Primulaceae). Występuje naturalnie w Chinach – w prowincjach Guangdong, Hajnan, Hubei, Hunan, Junnan, Kuangsi, Kuejczou oraz Syczuan. 

## Morfologia
PokrójZimozielony krzew dorastający do 0,3 m wysokości, tworzący rozłogi.
LiścieBlaszka liściowa ma owalny, lancetowaty lub eliptycznie lancetowaty kształt. Mierzy 5–10 cm długości oraz 1,8–4 cm szerokości, jest piłkowana na brzegu, ma klinową nasadę i ostry lub spiczasty wierzchołek. Ogonek liściowy jest nagi i ma 3–8 mm długości.
KwiatyZebrane w wierzchotkach przypominających baldachy, wyrastających z kątów pędów. Mają działki kielicha o równowąsko lancetowatym kształcie i dorastające do 5 mm długości. Płatki są owalne i mają białą lub różową barwę.
OwocPestkowce mierzące 6 mm średnicy, o kulistym kształcie i czerwonej barwie.

## Biologia i ekologia
Rośnie na brzegach cieków wodnych, terenach bagnistych oraz w lasach. Występuje na wysokości od 1000 do 1300 m n.p.m.